# Фідан Гаджієва
Фідан Гаджієва (азерб. Fidan Hacı Ağa qızı Hacıyeva), у шлюбі Гаджієва-Найлор (азерб. Hacıyeva-Naylor Fidan); 7 вересня 1975 р., Баку) — азербайджанська оперна співачка (сопрано). Народна артистка Азербайджану (2015).

## Біографія
Фідан Гаджієва народилася 7 вересня 1975 року у Баку. У 1984 році вступила до середньої спеціальної музичної школи імені Бюльбюля (клас фортепіано). У 1994 році вступила на факультет вокалу факультет Бакинської музичної академії. У 1998 проходила майстер-класи під керівництвом Ірини Архипової. З 1996 року - солістка Азербайджанського театру опери і балету імені Мірзи Фаталі Ахундова. З 2004 року - головна солістка Ансамблю пісні і танцю імені Газі Асланова при Міністерстві оборони Азербайджану. 